# Nicolae Crețulescu
Nicolae Crețulescu (Bucarest, Romania, 1 de març de 1812 - Leordeni, 26 de juliol de 1900) va ser un metge i polític romanès nascut a Valàquia. Va ser primer ministre del seu país en tres ocasions: 1862-1863, 1865-1866 i 1867.